# گل رعنا و زیبا
گل رعنا و زیبا نام یکی از مطبوعات استان فارس در دوران پهلوی اول است.
این روزنامه از سال ۱۳۰۷ خورشیدی به وسیله بلقیس شعله، در شیراز به چاپ رسیده است.